# Tamara Lich
Tamara Lich est une militante politique canadienne. Elle est parmi les organisateurs des manifestations des gilets jaunes en Alberta en 2018 et 2019 et l'une des premières dirigeantes du mouvement sécessionniste Wexit de l'Ouest canadien, qui est devenu plus tard le Parti Wildrose de l'indépendance albertaine. En 2022, elle est l'une des principales organisatrices du Convoi de la liberté qui occupe la capitale durant plusieurs semaines.

## Biographie
Tamara Lich vient de Medicine Hat en Alberta au Canada

## Parcours politique

### Mouvement gilet jaune
Lich organise les manifestations des gilets jaunes à Medicine Hat en 2019.

### Sécessionnisme de l'Ouest canadien
Elle s'oppose aux projets de loi C-48 et 69 qui réglementent l'industrie pétrolière au Canada.
Tamara Lich est une leader du mouvement Wexit qui devient plus tard le Parti Wildrose de l'indépendance albertaine (Wildrose Independence Party of Alberta),. Elle quitte le Parti Wildrose pour rejoindre le premier conseil d'administration du Parti Maverick (en) (séparatiste),. En 2022, elle est secrétaire du Conseil des gouverneurs de l'Ouest canadien du Parti Maverick.
Elle participe au convoi de protestation United We Roll de 2018.

## Arrestation et procès
Elle est arrêtée à Ottawa le 17 février 2022 et est accusée d'avoir conseillé de commettre un méfait,, et détenue au Centre de détention d'Ottawa-Carleton. La juge Julie Bourgeois rejette sa demande de mise en liberté sous caution le 22 février 2022,. Son avocate, Diane Magas, exprime des inquiétudes quant à la neutralité de la juge Bourgeois en raison du fait qu'elle a brigué un siège au sein du Parti libéral fédéral en 2011. Elle est finalement libérée sous caution le 7 mars 2022 à condition qu'elle s'abstienne d'utiliser les médias sociaux, qu'elle quitte Ottawa dans les 24 heures et la province de l'Ontario dans les 72 heures, et qu'elle ne revienne dans la province que pour des raisons liées au tribunal,.
Le 24 mars 2022, six chefs d'accusation supplémentaires sont déposés contre elle : incitation à commettre des méfaits, méfait, incitation à entraver la police, entrave à la police, incitation à l'intimidation et intimidation par le blocage et l'obstruction d'une ou de plusieurs routes.
Le 3 avril 2025, elle est reconnue coupables de méfait et d'avoir conseillé à d'autres personnes de commettre un méfait.